# 10111 Fresnel
10111 Fresnel eller 1992 OO1 är en asteroid i huvudbältet som upptäcktes den 25 juli 1992 av den belgiske astronomen Eric W. Elst vid CERGA-observatoriet. Den är uppkallad efter den franske fysikern Augustin Fresnel.
Asteroiden har en diameter på ungefär 10 kilometer.